# قطبش اسپینی
در فیزیک ذرات، قطبش اسپینی، درجه‌ای است که اسپین، یعنی تکانه زاویه‌ای ذاتی ذرات بنیادی، با جهت معینی همسو می‌شود. این ویژگی ممکن است مربوط به اسپین (و در نتیجه به گشتاور مغناطیسی) الکترون‌های رسانش در فلزات فِرومغناطیسی مانند آهن باشد که باعث پدید آمدن جریان‌های قطبشی اسپینی می‌شود. این هم ممکن است که به امواج اسپینی ایستا، همبستگی ترجیحی جهت‌گیری اسپین با شبکه‌های منظم (نیمه‌هادی یا عایق‌) مربوط باشد.
همچنین ممکن است مربوط به پرتوهای ذراتی باشد که برای اهداف خاصی مانند پراکندگی نوترون قطبیده یا طیف‌سنجی اسپین میوئون تولید شده‌اند. قطبش اسپینی الکترون یا هسته، که اغلب به‌سادگی مغناطیس نامیده می‌شود نیز با اعمال میدان مغناطیسی پدید می‌آید. قانون کوری برای تولید سیگنال القایی در تشدید اسپین الکترونی و در تشدید مغناطیسی هسته‌ای استفاده می‌شود.
قطبش اسپینی برای اسپینترونیک، شاخه ای از الکترونیک، نیز مهم است. نیمه‌هادی‌های مغناطیسی به عنوان مواد اسپینترونیک احتمالی به شمار می‌روند.
اسپین الکترون‌های آزاد، به روش پراش الکترونی کم‌انرژی با استفاده از یک کریستال ولفرام تمیز یا با میکروسکوپ الکترونی که تنها از عدسی‌های الکترواستاتیک و یک ورقه طلا به عنوان نمونه تشکیل شده‌است، اندازه‌گیری می‌شود. شتاب الکترون‌های پراکنده بازگشتی توسط اپتیک حلقوی کاهش می‌یابد و روی یک ضرب‌کننده الکترونی حلقه‌ای‌شکل در حدود 15 درجه متمرکز می‌شوند. موقعیت روی حلقه ثبت می‌شود. کل این دستگاه را آشکارساز مات می‌نامند. الکترون‌ها، بسته به اسپینشان، ممکن است که در موقعیت‌های گوناگون به حلقه برخورند. 1٪ الکترون‌ها در فویل پراکنده شده‌اند. بخشی از این 1٪ از سوی آشکارساز جمع آوری می‌شود و سپس حدود 30٪ از الکترون‌ها در موقعیت اشتباه به آشکارساز برمی‌خورند. هر دو دستگاه در اثر جفت‌شدگی گردشی اسپینی کار می‌کنند.
قطبش دایره‌ای میدان الکترومغناطیسی به سبب قطبش اسپینی فوتون‌های آن است.
به‌طور کلی، قطبش اسپینی عبارت‌ست از هر همسویی اجزای یک میدان غیراسکالری (برداری، تانسوری، اسپینوری) با آرگومان‌های آن، یعنی با سه ناحیه فضایی غیرنسبیتی یا چهار ناحیه فضازمانی نسبیتی که روی آن تعریف می‌شود. از این نظر، همچنین امواج گرانشی و هر نظریه میدانی را شامل می‌شود که اجزای تشکیل‌دهنده‌اش را با عملگرهای دیفرانسیل تحلیل برداری جفت می‌کند.

## همچنین ببینید
- قطبش فوتونی
- گشتاور زاویه‌ای اسپینی نور
- مغناطیسی‌ کردن

## مراجع
1. ↑  J. Kirschner; R. Feder (1979). "Spin Polarization in Double Diffraction of Low-Energy Electrons from W(001): Experiment and Theory". Physical Review Letters. 42 (15): 1008–1011. Bibcode:1979PhRvL..42.1008K. doi:10.1103/PhysRevLett.42.1008.
2. ↑  M. Kalisvaart; M. R. O'Neill; T. W. Riddle; F. B. Dunning; G. K. Walters (1977). "Electron-spin polarization in low-energy electron diffraction from tungsten (001)". Physical Review B. 17 (4): 1570–1578. Bibcode:1978PhRvB..17.1570K. doi:10.1103/PhysRevB.17.1570. {{cite journal}}: |hdl-access= requires |hdl= (help); Unknown parameter |displayauthors= ignored (|display-authors= suggested) (help)
3. ↑  R. Feder (1976). "Spin Polarization in Low-Energy Electron Diffraction from W(001)". Physical Review Letters. 36 (11): 598–600. Bibcode:1976PhRvL..36..598F. doi:10.1103/PhysRevLett.36.598.